# Vincent Placcius
Vincent Placcius est un bibliographe allemand, né à Hambourg en 1642, mort dans la même ville en 1699.
Il s’adonna à l’étude des belles-lettres et de la jurisprudence, non seulement en Allemagne, mais encore en France, en Italie, en Hollande, puis se fixa dans sa ville natale. Après avoir suivi pendant quelque temps la carrière du barreau, Placcius se tourna vers l’enseignement (1675) et professe la morale et l’éloquence.

## Œuvres
- Atlantis retecta sive de navigatione Christophori in Americam poema (Hambourg, 1659, in-8°) ;
- De interprétatione legum (Orléans, 1665, in-4°) ;
- Carmina puerilia et juvenilia (Amsterdam, 1667, in-12) ;
- De scriptis et scriptoribus anonymis et pseudonymis syntagma (Hambourg, 1674, in-4°), ouvrage qu’il s’attacha à compléter dans un supplément publié après sa mort sous le titre de : Theatrum anonymorum et pseudonymorum (Hambourg, 2 part. in-fol.) ;
- Institutiones medicinæ moralis (Hambourg, 1675, in-8°) ;
- De pseudomagnanimitate aristotelica (1676, in-4°) ;
- Diæta moralis philosophico-christiana (1686, in-8°) ;
- De arte excerpendi (1689, in-8°) ;
- De contemptu logicæ apud eos qui ad discendam eam multum temporis collocarunt (1692, in-8°) ;
- Accessiones ethticæ, juris naturalis et rhetoricæ (1695, in-8°).

## Source
- « Vincent Placcius », dans Pierre Larousse, Grand dictionnaire universel du XIXe siècle, Paris, Administration du grand dictionnaire universel, 15 vol., 1863-1890 [détail des éditions].